# Eremnophila opulenta
Eremnophila opulenta là một loài côn trùng cánh màng trong họ Sphecidae, thuộc chi Eremnophila. Loài này được Gu�rin-M�neville miêu tả khoa học đầu tiên năm 1838.